# Nesithmysus haasii
Nesithmysus haasii är en skalbaggsart som beskrevs av Perkins 1921. Nesithmysus haasii ingår i släktet Nesithmysus och familjen långhorningar. Inga underarter finns listade i Catalogue of Life.